# リュブリャナ駅
リュブリャナ駅（スロベニア語: Železniška postaja Ljubljana）はスロベニアの首都リュブリャナにある鉄道駅。

## 概要
オーストリア南部鉄道が1849年にフィラッハからリュブリャナまで到達した時に建てられている。1980年に駅舎は建築家マルコ・ムシッチの手により修繕された。
2008年から駅の隣接地でオフィス、ホテル、ショッピングモール、住宅等の複合ビルが建設された。現在の駅舎は維持され、2011年頃には複合ビルとの一体的な再開発が完成する予定である。

### 列車
国内列車が数多く発着するほか、ザグレブやベオグラード、ウィーン、ザルツブルク、ミュンヘン、チューリッヒなどへ向かう国際列車も発着する。2017年現在は、イタリア方面への直通列車は存在しないため列車を利用する場合は乗り換えが必要である。

## 駅周辺
- リュブリャナバスターミナル（スロベニア語版）
- アディコ銀行（英語版）
- セルビア共和国大使館
- メルカトル（スロベニア語版、英語版）
- リュブリャナ・センター・ヘルスセンター（スロベニア語版）